# Priscilla Susan Bury
Priscilla Susan Bury (Liverpool, 12 de janeiro de 1799 — Croydon, 8 de março de 1872) foi uma ilustradora botânica britânica.

## Vida pessoal
Priscilla Susan Bury nasceu em Rainhill, Liverpool. Seus pais eram Edward Dean e Bridgett (nee Tarleton) Falkner.
Ela se casou com Edward Bury (1794-1858), um notável engenheiro ferroviário, em 4 de março de 1830. O casal teve pelo menos três filhos, nascidos entre 1831 e 1835. Entre 1852 e 1860, a família viveu em Hillsborough Hall perto de Sheffield e mais tarde mudou-se para Croft Lodge, Ambleside no Lake District.
Em 1860, ela publicou um relato de seu marido, Recordações de Edward Bury, membro da Royal Society, membro do instituto de engenheiros civis, membro da Smeatonian Society, membro da Royal Astronomical Society, membro da Royal Historic Society.
Em 1866 ela se mudou para Fairfield, Thornton Heath, Croydon, onde morreu de bronquite e congestão cerebral em 8 de março de 1872.

## Trabalho artístico
Embora ela não tenha sido treinada como botânica ou comissionada como artista profissional, ela foi a autora de várias ilustrações artísticas e científicas de plantas.
Ela começou a desenhar plantas da estufa na casa de sua família, 'Fairfield', e em 1829 tinha estudos suficientes sobre lírios e plantas afins para publicação. Os desenhos de lírios de 1829, como litografias de Hullmandel, apresentam suas ilustrações acompanhadas de notas curtas. Este foi modelado em um livro e seus materiais publicitários, de William Roscoe.
De 1831 a 1834, seus desenhos foram publicados em A Selection of Hexandrian Plants. A gravura foi confiada ao londrino Robert Havell, gravador das placas de John James Audubon (1785-1851). O livro foi realizado em água- tinta e os 350 desenhos de plantas pintados parcialmente à mão. Os assinantes desse grande fólio eram apenas 79, a maioria da região de Lancashire, Audubon sendo um deles. O livro foi descrito como "um dos fólios de gravuras coloridas mais eficazes de seu período" por Wilfrid Jasper Walter Blunt em seu The Art of Botanical Illustration.
Seu trabalho posterior depois de 1836 consistiu em oito placas para Maund e Henslow's The Botanist e as fotografias de seus desenhos foram incluídas em Figures of Remarkable Forms of Polycystins, ou Allied Organisms, no depósito de Barbados Chalk em 1860-1861, seguido por novo edições expandidas em 1865 e 1869. Os fósseis foram coletados por John Davy e preparados para microscopia por Christopher Johnson de Lancaster.

## Galeria

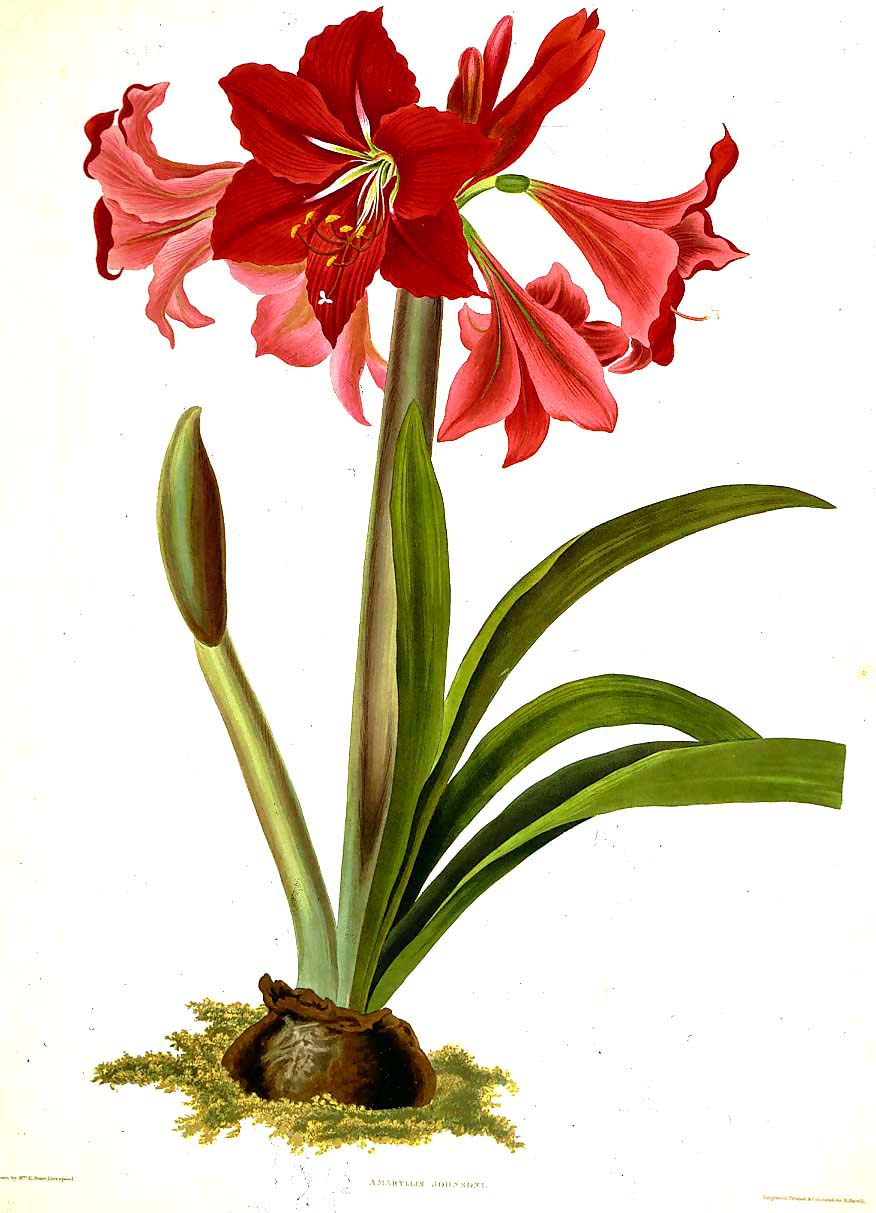
Hippeastrum ×johnsonii
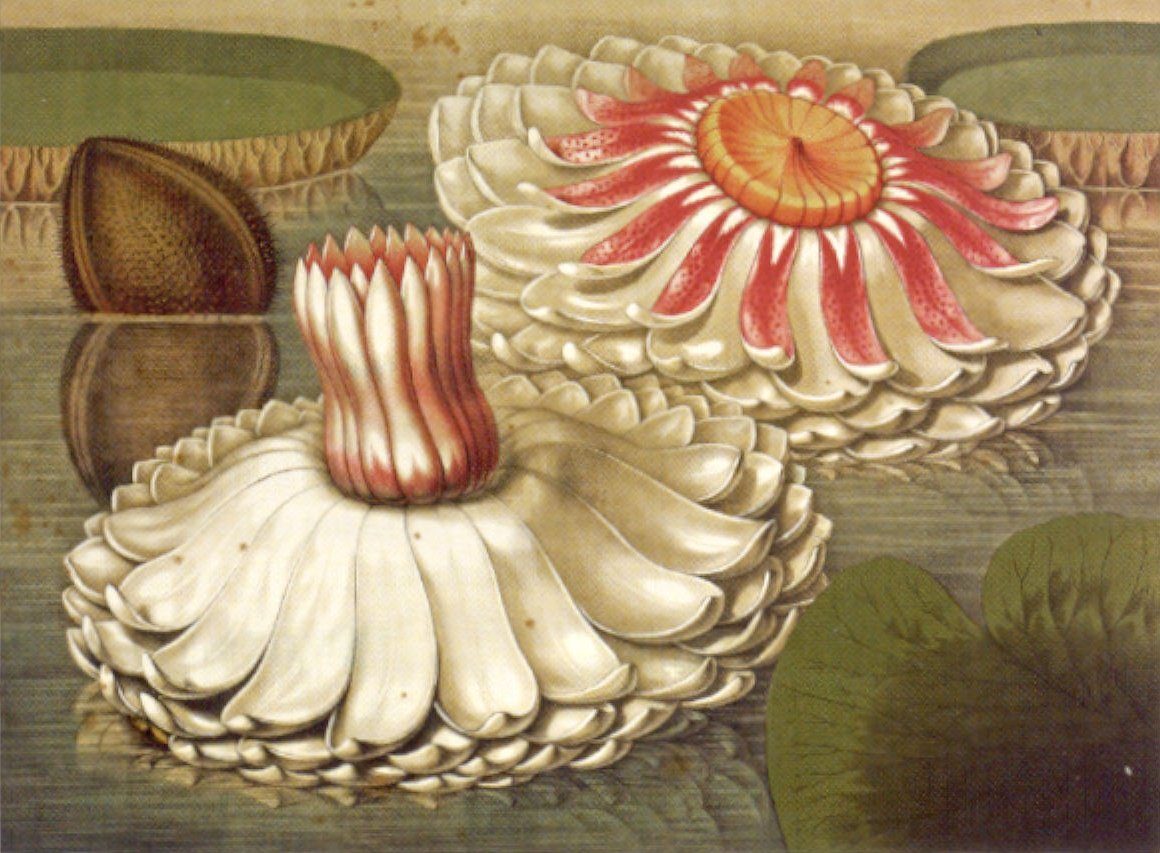
Lírio em uma seleção de plantas hexandrianas
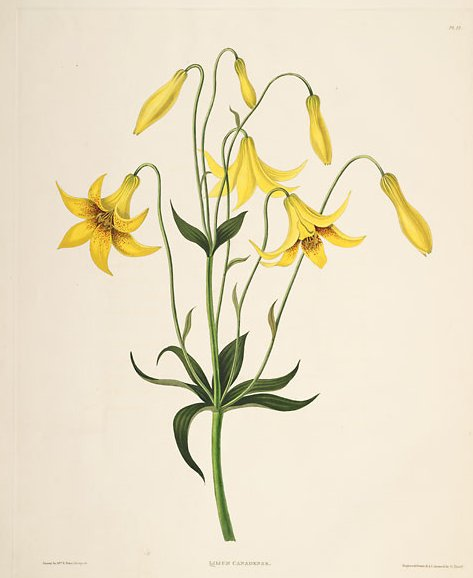
Lilium canadense
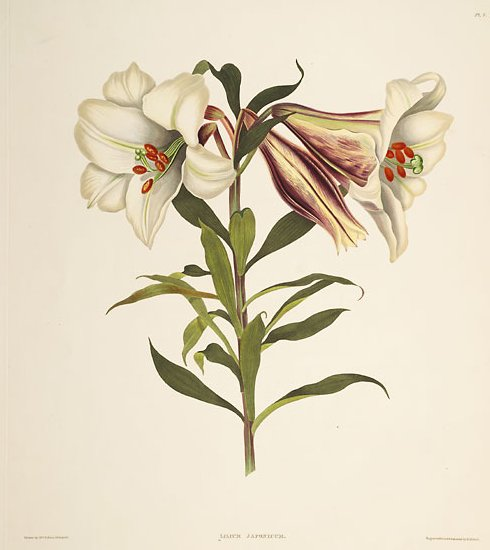
Lilium brownii var. viridulum
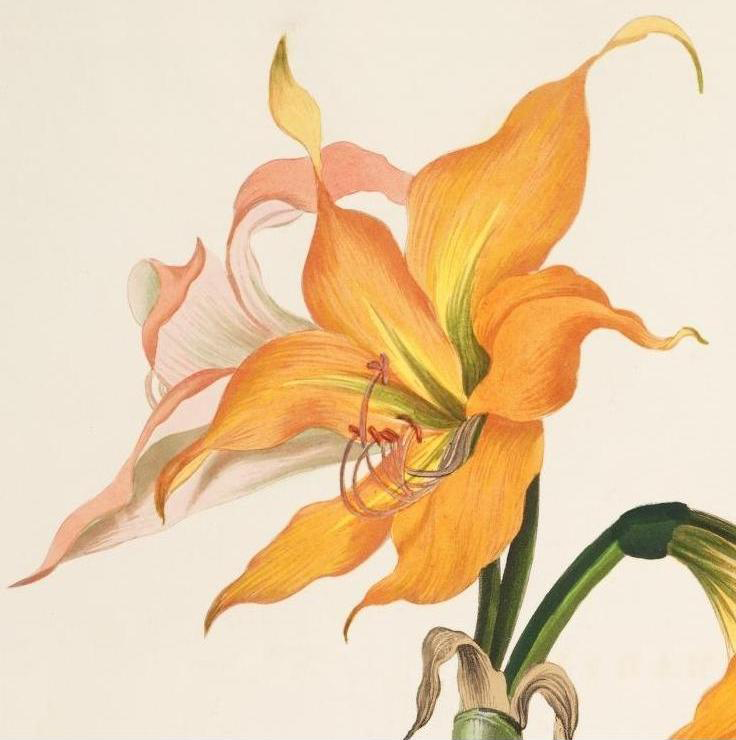
Hippeastrum Striatum
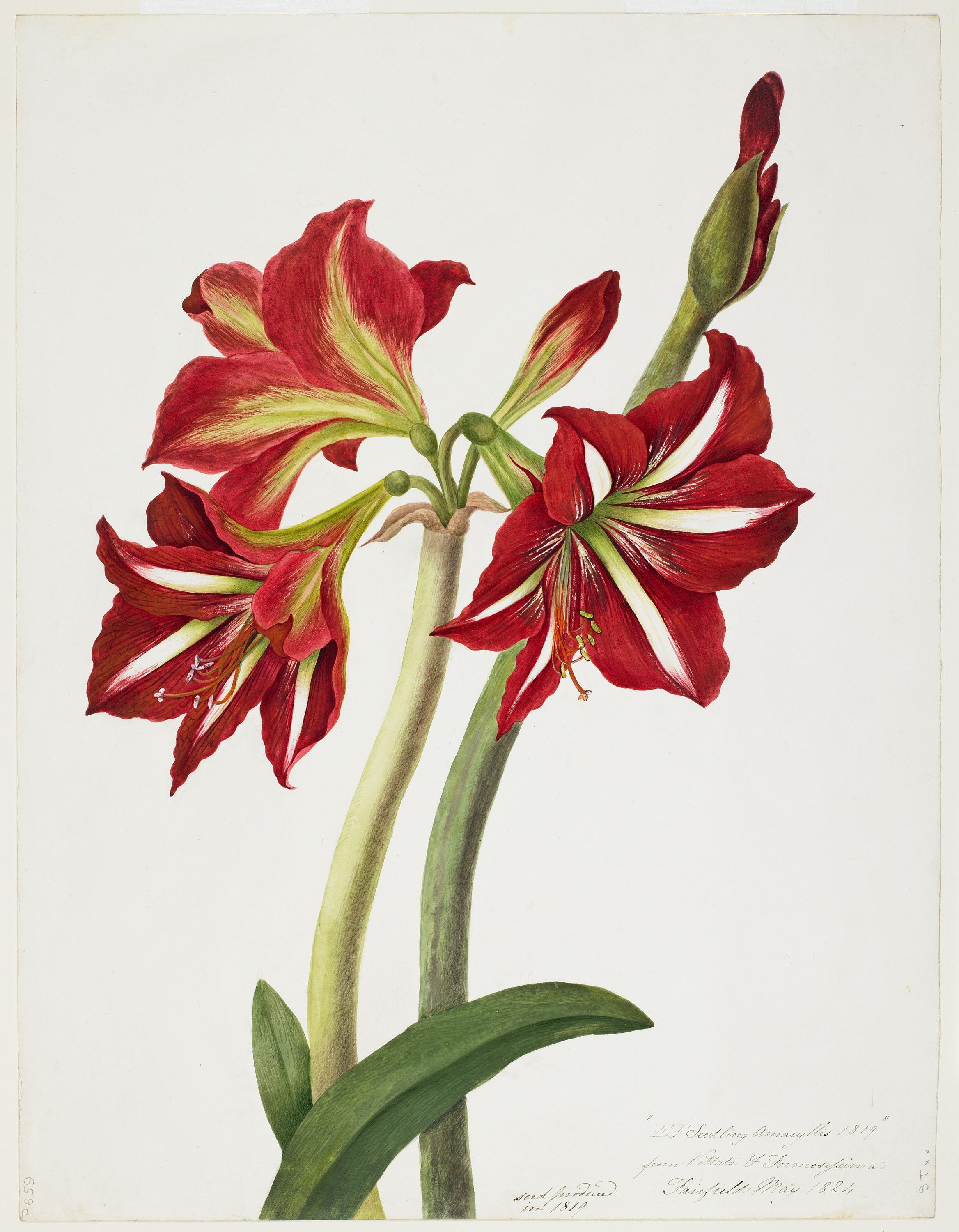
E.F. Seedling Amaryllus, 1819. Minneapolis Institute of Art